# Gare d’Yerres
Gare d'Yerres – stacja kolejowa w Yerres, w departamencie Essonne, w regionie Île-de-France, we Francji.
Jest stacją Société nationale des chemins de fer français (SNCF), obługiwaną przez pociągi RER linii D.